# Joachim Krüger (Konzertveranstalter)
Joachim Krüger (* 31. Januar 1915; † 21. April 1969) war ein deutscher Konzertveranstalter und Conferencier. 
Der kaufmännische Angestellte wurde zur Zeit des Dritten Reichs wegen seiner Homosexualität verfolgt. Nach 1945 gründete Krüger, der sich auch als Sänger und Kleinkünstler betätigte, in Berlin eine Konzertdirektion. Mit ihr brachte er zahlreiche, zum Teil internationale Großveranstaltungen in die Stadt, u. a. erstmals eine Eisrevue. Krüger war auch der Erste, der nach 1945 eine Veranstaltung auf die Berliner Waldbühne brachte. Die Künstler wurden in der Anfangszeit der Krüger-Direktion zunächst meist nicht mit Geld, sondern mit Naturalien entlohnt. Die Teilung Berlins wirkte sich später nachteilig auf Krügers Tätigkeit aus und so stand seine Firma 1951 vor dem Ruin. Als zeitweilig bekanntester Conférencier auf Großveranstaltungen Berlins blieb er jedoch weiterhin eine Größe im Berliner Kulturleben. So sagte er beispielsweise noch 1967 Zarah Leanders umjubeltes Galakonzert zu ihrem 60. Geburtstag im Berliner Sportpalast an. Ereignisse wie dieses, die Krüger mit seinen Conferencen begleitete, sind auf Schallplatten dokumentiert.

## Einzelbelege
1. ↑  Andreas Pretzel: NS-Opfer unter Vorbehalt. Homosexuelle Männer in Berlin nach 1945. LIT Verlag, Berlin-Hamburg-Münster 2002, S. 225.
2. ↑  Otto Kermbach u. a.: Det dollste, wat de hast - Bockbierfest im Sportpalast, Ariola 31 7141; o. J.
3. ↑  Zarah Leander: uih! - Zahrah live, Intermaster 2287031, 1987.

| Personendaten    | Personendaten                 |
| ---------------- | ----------------------------- |
| NAME             | Krüger, Joachim               |
| KURZBESCHREIBUNG | deutscher Konzertveranstalter |
| GEBURTSDATUM     | 31. Januar 1915               |
| STERBEDATUM      | 21. April 1969                |